# Котков, Анатолий Степанович
Анато́лий Степа́нович Котко́в (род. 13 июня 1947, Нижний Тагил, РСФСР, СССР) — российский политик, журналист. Депутат Государственной думы Российской Федерации II созыва от Нижнетагильского одномандатного округа № 164.

## Ранние годы
Родился в семье рабочих 13 июня 1947 года. Его родители были крестьянами, сосланными на строительство Уралвагонзавода. Русский. Работать начал в 1965 году. Кровельщик, затем монтажник в трестах № 88, «Тагилстрой». В 1973 году окончил строительный факультет Уральского политехнического института. Работал мастером, инженером-проектировщиком, преподавателем в Уральском политехническом институте, начальником лаборатории. Во время Перестройки в 1989 году создал и возглавил негосударственное проектно-строительное предприятие «Монолит».

## Политическая карьера
В 1993 году избран депутатом Свердловского областного Совета народных депутатов, в 1994 году стал депутатом Свердловской областной думы, заместителем председателя комитета по вопросам местного самоуправления.
Был членом политического совета ДПР, членом совета Общественного непартийного объединения «Преображение Урала». Член областного совета Конгресса русских общин.
В 1995 году был избран депутатом Государственной думы Российской Федерации от Нижнетагильского одномандатного избирательного округа № 164, набрав 17,01 % голосов избирателей, принявших участие в голосовании (всего в голосовании приняли 52,52 % зарегистрированных избирателей).
В Государственной думе входил в депутатскую группу «Российские регионы», являлся членом Комитета по вопросам местного самоуправления.
В дальнейшем Котков перешел на коммунистические позиции. На президентских выборах 2018 года Котков поддержал кандидата от КПРФ Павла Грудинина, и в 2018 году являлся сторонником «Левого фронта» Сергея Удальцова; выступал также на тагильских митингах сторонников Алексея Навального (при этом будучи его критиком). 12 июля 2018 года Котков стоял в одиночном пикете против повышения пенсионного возраста.

## Семья
Трое детей, девять внуков.